# Etrema orirufa
Etrema orirufa é uma espécie de gastrópode do gênero Etrema, pertencente à família Clathurellidae.